# Manuel Ferreira Patrício
Site Professor Manuel Ferreira Patrício Ferreira Patrício GCIH (Montargil, 23 de setembro de 1938 - Elvas, 11 de setembro de 2021) foi um professor universitário português. Foi catedrático jubilado da Universidade de Évora e Doutor Honoris Causa pela Universidade do Porto (2013).

## Formação
Entre 1957 e 1959 frequentou o curso de magistério primário, em Évora. Entre 1959 e 1967 foi professor do ensino primário. Em 1972 foi aprovado no exame de Estado para o ensino liceal, no Liceu Central de Camarões. Ficou no cargo até 1984.
Licenciou-se em Filosofia em 1974, pela Faculdade de Letras da Universidade de Lisboa. Realizou doutorado em Ciências da Educação, com especialidade em Filosofia da Educação, em 1984, pela Universidade de Évora. Ao longo da carreira ficou famoso pela atuação na Universidade de Évora, mas também colaborou em Porto, Braga e Lisboa.
Na Universidade de Évora exerceu as funções de Professor Auxiliar (a partir de 1984), de Professor Associado (a partir de 1986), de Professor Catedrático (entre 1993 e 2006) e de Reitor (entre 2002 e 2006). Foi, além disto, Presidente do Conselho do Departamento de Pedagogia e Educação, órgão que instalou, organizou e dirigiu (1976-1993), Presidente do Conselho Pedagógico (1990-1993) e Presidente do Conselho Diretivo (Área Departamental de Ciências Humanas e Sociais, entre 1991 e 1993), Coordenador da secção de Filosofia e Pedagogia e Diretor da Comissão do Curso de Filosofia (1996-2002).
Regeu várias disciplinas da sua área de especialidade no âmbito das Licenciaturas em Ensino (Teoria da Educação, Pedagogia Sistemática; História da Pedagogia e da Educação; Didática Geral; Técnicas de Animação e Axiologia Educacional) e em Filosofia (Introdução à Filosofia; Mundividências Científicas Contemporâneas; Lógica Formal; Teoria do Conhecimento; Ontologia; Antropologia Filosófica e Filosofia da Educação). Foi também regente da disciplina de Psicologia Social, no âmbito dos Cursos de Ciências Sociais da Universidade de Évora, na parte final dos anos 70 e inicial dos anos 80. 
Fora da Universidade de Évora ocupou diversos cargos de relevo: foi Vice-Reitor da secção liceal de Estremoz, do Liceu Nacional de Évora (1972-1973), Diretor da Escola Secundária do Redondo (1973-1975), Presidente da Comissão de Planeamento da Região Sul (1978-1979), Presidente do Instituto de Inovação Educacional do Ministério da Educação (1987-1989), Presidente do Conselho Científico da Escola Superior da Educação de Beja (1990-1993) e Diretor-Geral do Departamento do Ensino Superior do Ministério da Educação (1993-1996).
Tem desenvolvido intensa atividade cultural, designadamente no domínio da Música, com destaque para a criação e direção de Coros, Grupos Instrumentais e Grupos de Jograis, com alguma atividade consequente de composição. Dessa atividade destaca-se: Maestro do Coro da Academia de Amadores de Música, a convite de Fernando Lopes Graça, em 1965; Maestro da Tuna Académica do Liceu Nacional de Évora (1967-1972); Fundador e maestro do Pequeno Conjunto de Câmara do Liceu Nacional de Évora (1968-1972); Maestro do Orfeão de Estremoz Thomaz Alcaide, entre 1973 e 1984; Fundador e Maestro do Coral da Universidade de Évora (11 de Abril de 1983), que dirigiu até 1987 e Fundador do Grupo de Metais da Universidade de Évora, em 2003.
Era membro da Association Internacionale des Professeurs de Philosophie, do Instituto de Filosofia Luso-Brasileiro, do Conselho Editorial da Imprensa Nacional-Casa da Moeda, do Bureau Internacional da Association Internacional de Professeurs de Philosophie e do Conselho Consultivo da Fundação António Quadros. Era académico correspondente da Academia Internacional de Cultura Portuguesa, presidente da Associação Marânus (desde 1996), sócio-fundador e presidente de direção da AEPEC - Associação da Educação Pluridimensional e da Escola Cultural (desde 1990). Era sócio fundador da Sociedade Portuguesa de Ciências da Educação e da Associação Portuguesa de Professores e sócio honorário do Movimento Internacional Lusófono.

## Obra
É referência inolvidável no domínio da Educação, Pedagogia, Filosofia e Cultura em Portugal e profundo estudioso da Obra de Leonardo Coimbra. Foi autor de numerosas publicações, versando temas da sua especialidade e dos seus interesses culturais, publicadas em revistas científicas e culturais e em jornais nacionais e regionais, e de cerca de duas dezenas de livros, como atesta o seu vasto curriculum vitae. 
Fundou e dirigiu as revistas “Inovação” (1988-1999), “Escola Cultural” (1992-1994), e “Revué” (2004-2005) e dirigiu as revistas "Noesis" e "Educação e Liberdade" (1989-1990).
A esta imensa Obra, acrescem as atas dos Congressos da AEPEC, que concebeu, realizou e organizou para publicação, assim como os diversos capítulos de livros em que colaborou, ocupando-se de um amplo leque de temas, problemas e figuras, e os vários prefácios que foi convidado a escrever.
Mencione-se ainda a colaboração inserta na História do Pensamento Filosófico Português, volume V, tomo II, obra dirigida por Pedro Calafate (Editorial Caminho) e a colaboração inserta na História Contemporânea de Portugal, dirigida por António Reis (Editora Alfa), sobre a Educação Portuguesa no Período da Primeira República. Colaborou também com as Enciclopédias Verbo e Logos e Dicionário Crítico Internacional de Filosofia da Educação (dir. Adalberto Dias de Carvalho).
Alguma produção sua encontra-se também publicada em jornais, nacionais e regionais, como o Diário de Notíciais, Jornal de Notícias, Diário Popular, Expresso, JL - Jornal de Letras, Artes e Ideias, Diário do Sul e A Defesa.

### Morte
Manuel Ferreira Patrício morreu no dia 11 de setembro de 2021 no Hospital de Elvas, onde se encontrava internado. 

## Distinções
(2006) Medalha de Mérito Municipal, Classe Ouro, pela Câmara Municipal de Évora, de que era na altura Presidente o Dr. José Ernesto de Oliveira.
(2011) Título de membro honorário do CORUÉ – Coro da Universidade de Évora, pela mão de João Vitor Santos, presidente em vigência nessa data.

(2012) Condecoração com a Grã-Cruz da Ordem do Infante D. Henrique, que lhe foi imposta pelo então Presidente da República, Professor Aníbal Cavaco Silva, durante as celebrações do Dia de Portugal, de Camões e das Comunidades Portuguesas (10 de Junho).
(2013) Doutoramento Honoris Causa por proposta da Faculdade de Desporto da Universidade do Porto (FADEUP, Portugal).
(2013) Patrono do Agrupamento de Escolas N.º 1 de Évora (Malagueira-TEIP), que a partir de então passou a ter a designação de Agrupamento de Escolas Manuel Ferreira Patrício.
(2013) Medalha de Mérito Grau Ouro atribuída pela Câmara Municipal Ponte de Sor.